# Charles Luck
Charles James Luck (ur. 19 listopada 1886 w Londynie, zm. 1 lutego 1981 tamże) – brytyjski gimnastyk, medalista olimpijski.
Uczestniczył w rywalizacji na V Letnich Igrzyskach olimpijskich rozgrywanych w Sztokholmie w 1912 roku, gdzie startował w jednej konkurencji gimnastycznej. W wieloboju drużynowym w systemie standardowym uzyskując z drużyną 184,50 punktu (średnia na jednego zawodnika: 36,90 punktu), zajął trzecie miejsce, przegrywając jedynie z drużyną włoską i węgierską.